# Сократес
Со́кратес Бразиле́йру Сампа́йу ди Со́за Вие́йра ди Оливе́йра (порт.-браз. Sócrates Brasileiro Sampaio de Souza Vieira de Oliveira; 19 февраля 1954 или 9 февраля 1954, Белен — 4 декабря 2011, Сан-Паулу) — бразильский футболист, полузащитник, капитан сборной Бразилии на чемпионатах мира 1982 и 1986 годов.
Занимает 63-е место среди лучших игроков XX века по версии журнала World Soccer. Занимает 77-е место среди лучших игроков за всю историю футбола по версии журнала Placar. Входит в список лучших игроков XX века по версии Voetbal International. Член ФИФА 100.
Будучи профессиональным футболистом, он получил диплом врача в Университете Сан-Паулу, а после окончания спортивной карьеры — степень доктора философии.

## Биография
Сократес родился в семье налогового агента и поклонника философии Раймундо. У него было трое братьев, Софоклус (названный в честь Софокла), Состенес и Раймундо, также ставший футболистом. Когда Сократесу было 6 лет, его семья переехала в Рибейран-Прету.
С ранних лет Сократес полюбил футбол, первой его командой стал «Рано де Оуро»:
Однажды я находился рядом с полем и, испытывая желание потренироваться с игроками, попросил об этом у тренера. Я даже не знал, как его зовут. Он спросил меня, на какой позиции я играю. Я ответил, что полузащитника. Так получилось, что у них в тот момент не оказалось правого крайнего, и он попросил меня занять это место, не посмотрев ни на мой весьма юный возраст — 11 лет, ни на то, что я был совсем не подготовлен для матча взрослых мужиков, ни даже на отсутствие у меня пары бутс. Но именно так началась моя футбольная сага. Спустя два дня я получил, в первый раз в жизни, клубную форму — белые футболки с золотыми полосами. Это было непередаваемое чувство! Я начинал с роли резервиста для игрока по прозвищу Нигра — чернокожего и физически мощного крайнего нападающего. Настоящее его имя — Миранда. Он сейчас работает массажистом в клубе «Рекреатива».
Но его отец запрещал сыну заниматься этим видом спорта, а потому будущий футболист играл тайком, одновременно получая медицинское образование. Затем он играл за команду своего колледжа «Колежио Мариста».
Когда Сократесу было 16 лет, его тренер в колледже был приглашён на работу в местный клуб «Ботафого», куда он позвал четырёх своих футболистов, среди которых был Сократес и Миранда. Он согласился, однако поставил условие, что продолжит учёбу. Так Сократес провёл 5 лет, одновременно выступая за команду и учась на врача-педиатра, которым мечтал стать в детстве. По собственному признанию футболиста, ему было очень сложно совмещать тренировки и учёбу, и он справился с этим лишь с помощью однокурсников. В 1976 году Сократес стал лучшим бомбардиром чемпионата штата Сан-Паулу, чем обратил на себя внимание ведущих клубов страны.
В 1978 году, сразу после получения диплома врача, Сократес был куплен «Коринтиансом». Он дебютировал в команде в матче с «Сантосом».
Во время выступлений за «Коринтианс» был известен тем, что активно боролся против военного режима в Бразилии, ставя в пример спорт, футбол в качестве наивысших демократических ценностей. Признаётся многими специалистами величайшим футболистом этого второго по популярности бразильского клуба (число болельщиков в 2006 году — 24 миллиона). Отличался умением бить пенальти без разбега, что делало их неотразимыми. В 1983 году Сократес был признан лучшим футболистом Южной Америки. Его младший брат Раи (легенда ФК «Сан-Паулу») стал чемпионом мира в составе сборной Бразилии в 1994 году.
Кроме «Коринтианса», Сократес также выступал в бразильских «Ботафого» (Рибейран-Прету), «Фламенго», «Сантосе», в итальянской «Фиорентине». В 2004 году, спустя 15 лет после завершения карьеры, на несколько месяцев стал играющим тренером английского клуба «Гарфорт Таун» из Региональной лиги Англии. Провёл лишь один матч, выйдя на замену за 12 минут до конца встречи с «Тадкастер Альбион».

## Смерть
В августе 2011 года Сократес попал в больницу имени Альберта Эйнштейна с кровоизлиянием в пищеварительный тракт из-за повышенного давления воротной вены. В начале сентября он был выписан из больницы; сам футболист назвал причиной кровоизлияния злоупотребление им алкоголем:

«Рабочий день, а я взял бутылку вина. Если бутылки бы не было, ничего не изменилось бы для меня, но это было привычкой. Это была моя компания, как и сигареты».

3 декабря он вновь попал в больницу с септическим шоком кишечного происхождения. 4 декабря в 4:30 он скончался.
Через несколько часов после смерти Сократеса «Коринтианс» в матче последнего тура чемпионата Бразилии, сыграв вничью в дерби против «Палмейраса» (0:0), оформил пятый титул чемпионов страны. Игра началась с минуты молчания в память о Сократесе.

## Достижения

### Командные
«Коринтианс»
- Чемпион штата Сан-Паулу (3): 1979, 1982, 1983

«Фламенго»
- Обладатель Трофея Рио: 1986
- Чемпион штата Рио-де-Жанейро: 1986

### Личные
- Лучший бомбардир штата Сан-Паулу: 1976
- Лучший футболист Южной Америки: 1983
- Обладатель «Золотого мяча» Бразилии: 1972
- Входит в список ФИФА 100
- Включён в список величайших футболистов XX века по версии World Soccer